# Nickel City Opera

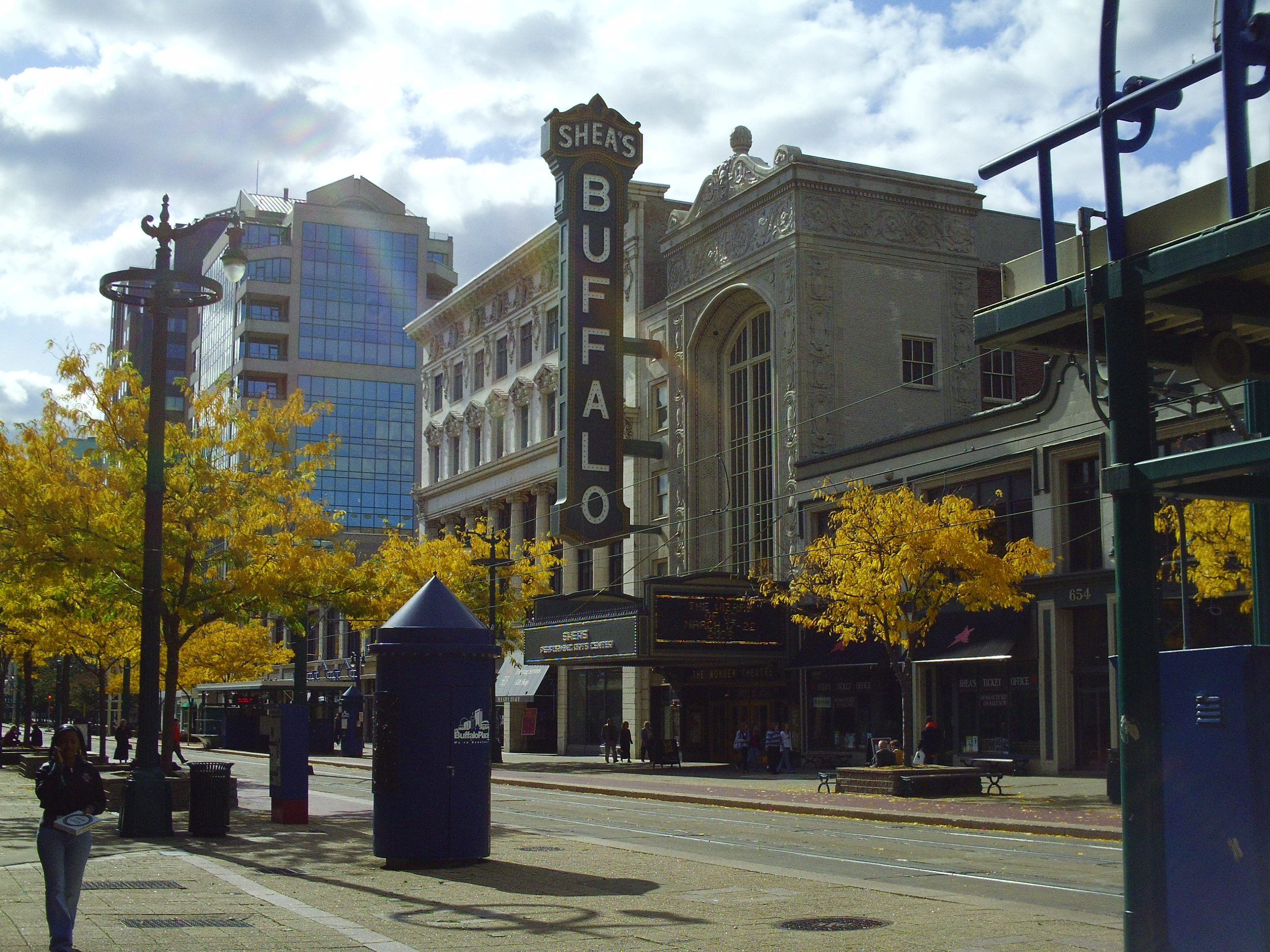
Shea’s Performing Arts Center i Buffalo, teatr główny Nickel City Opera

Nickel City Opera (znana również jako NC Opera Buffalo i NCO) –  amerykańska opera w Buffalo w stanie Nowy Jork będąca jednym z wiodących teatrów operowych w USA, a także jednym z największych na świecie (3019 miejsc). NCO zostało założone w 2004 roku przez Valeriana Ruminskiego i zamówiło opery oraz wystawiło światowe premiery znanych dzieł. Matthias Manasi był dyrektorem muzycznym i głównym dyrygentem NCO w latach 2017 do 2021. NCO współpracuje z Buffalo Philharmonic Orchestra, i realizuje szeroki wachlarz dzieł, od XVIII-wiecznego baroku i XIX-wiecznego bel canto po minimalizm XX wiek u i współczesne opery XX i XXI wieku. Opery te są prezentowane w inscenizacjach, które charakteryzują się różnorodnymi stylami, od oper z wyszukanymi tradycyjnymi dekoracjami po operacje z nowoczesnymi projektami koncepcyjnymi.
Siedziba NCO mieści się w Shea’s Performing Arts Center (z 3019 miejscami siedzącymi) w Buffalo Theatre District w centrum Buffalo. Opera została zaprojektowana i zbudowana w 1926 roku przez znaną chicagowską firmę Rapp and Rapp. Pierwotną liczbę 4000 mandatów zmniejszono do obecnej liczby 3019 mandatów w latach trzydziestych XX wieku. Architektura wnętrz opery również zostało zaprojektowane przez światowej sławy projektanta i artystę Louisa Comforta Tiffany’ego, przy użyciu elementów, które w większości zachowały się do dziś. NCO występuje również w Riviera Theatre w North Tonawanda, w Nichols Flickinger Performing Arts Center w Buffalo, w Artpark Mainstage Theatre oraz w Artpark Amphitheatre w Earl W. Brydges Artpark State Park położonym nad wąwozem Niagara w Lewiston (Nowy Jork). 

## Historia
NCO zostało założone w 2004 roku i wyprodukowało Il Barbiere di Siviglia Rossiniego, swoją pierwszą operę w czerwcu 2009 roku w Riviera Theatre. W następnym roku 2010 zrealizowano produkcję Rigoletto Verdiego. Obecnie NCO ma w repertuarze ponad 25 oper i wystawił takie produkcje operowe jak Trubadurl, La Bohème, Don Pasquale, La Fille du Régiment, Rigoletto, L'elisir d'amore, Tosca, Parsifal, Płaszcz, Der Schauspieldirektor, Salome, Cyrulik sewilski, Wesele Figara, i The Music Shop Richard Wargo.
W produkcjach NCO występowali tacy śpiewacy jak Adam Klein, Elizabeth Blancke-Biggs, Eric Fennell, Victoria Livengood, Eduardo Villa, Ray Chenez, James Wright, John Packard, Zulimar López-Hernández, Marc Freiman, Michele Capalbo, David MacAdam i Marieterese Magisano.
W 2010 roku NCO zaprezentowało operę bożonarodzeniową Gian Carlo Menottiego Amahl and the Night Visitors w Riviera Theatre, a następnie powtarzało ją przez kolejne cztery lata w Riviera Theatre i w Westminster Presbyterian Church (Buffalo, Nowy Jork).
W 2011 roku NCO zaprezentowało produkcję Płaszcz Pucciniego na pokładzie wycofanego z eksploatacji statku USS Croaker (SS-246), zadokowanego w Buffalo and Erie County Naval & Military Park.
W 2017 roku, w swoim debiucie na stanowisku dyrektora muzycznego NCO, Matthias Manasi poprowadził produkcję Der Schauspieldirektor Mozarta i zaimponował krytykom swoją muzyczną interpretacją, biorąc pod uwagę historycznie poinformowaną praktykę wykonawczą.
Podczas pandemii COVID-19 NCO nie było w stanie produkować opery w Shea’s Performing Arts Center od marca 2020 roku. Produkcja Aida Verdiego zaplanowana na 7- 29 sierpnia 2021 r. w Artpark w Earl W. Brydges Artpark State Park została odwołana z powodu ograniczeń związanych z pandemią COVID-19.
W czerwcu 2023 roku NCO powtórzyło swoją inauguracyjną produkcję Il Barbiere di Siviglia Rossiniego w Nichols Flickinger Performing Arts Center i pojechało do Gowandy w stanie Nowy Jork aby zaprezentować ją w nowo odrestaurowanym, historycznym Hollywood Theater.
Do grona międzynarodowych reżyser ów scenicznych w NCO należą David Grabarkewitz, który wyreżyserował nagrodzoną Emmy produkcję Madame Butterfly Pucciniego w New York City Opera dla Public Broadcasting Service (PBS) w 2008 roku oraz Marc Verzatt, nagrodzony przez magazyn Classical Singer tytułem Outstanding Stage Director of 2006.

## Nagroda Opera America Service Award
W maju 2017 roku Opera America przyznała NCO i Valerianowi Ruminskiemu, dyrektorowi artystycznemu NCO, doroczną nagrodę Service Award, która jest wyrazem uznania dla tych, którzy „promują operę w swoich społecznościach i pracują niestrudzenie, aby zapewnić najwyższą możliwą jakość artystyczną i usługi społeczne”. Podczas ceremonii, która odbyła się w Dallas, Marc A. Scorca, prezes i dyrektor generalny Opera America, powiedział: W imieniu pracowników i członków Opera America, proszę przyjąć moje gratulacje i podziękowania za wyjątkowy wkład w dziedzinie opery.

## Premiery na świecie i w Stanach Zjednoczonych
W czerwcu 2016 roku NCO wyprodukowało światową premierę spektaklu SHOT! skomponowanego przez Persis Vehar z librettem Gabrielle Vehar, o zabójstwie prezydenta William McKinleya wyprodukowanego w Shea’s Performing Arts Center, z udziałem dyrygenta Michaela Chinga i reżysera Davida Grabarkewitza. Rolę prezydenta William McKinleya zaśpiewał Valerian Ruminski, rolę Ida McKinley zaśpiewała Marieterese Magisano, a w rolach głównych wystąpili John Packard jako Leon Czolgosz, Michele Capalbo jako Emma Goldman i Fred Furnari jako nadinspektor policji Buffalo Bull oraz 40-osobowy chór z muzykami Orkiestry Filharmonii w Buffalo. Na planie odtworzono sceny z Wystawy Panamerykańskiej z 1901 roku, z 40-metrowymi projekcjami oryginalnego materiału filmowego Edisona z 1901 roku i rzadkimi historycznymi zdjęciami.
W czerwcu 2021 r. NCO we współpracy z Sotto Voce Vocal Collective zaprezentowało światową premierę opery The Second Sight autorstwa Jessie Downs, w całości wystawionej w Unitarian Universalist Church w Buffalo.

## Dyrektorzy

### Dyrektorzy muzyczni / Główni dyrygenci
Michael Ching był dyrektorem muzycznym i głównym dyrygentem NCO w latach 2012 do 2017. Matthias Manasi był dyrektorem muzycznym i głównym dyrygentem NCO w latach 2017 do 2021. W NCO występowali również znani dyrygenci gościnni, którzy nie zostali tutaj wymienieni.
- Michael Ching (dyrektor muzyczny w latach 2012–2017)

- Matthias Manasi (dyrektor muzyczny w latach 2017–2021)

### Reżyserzy przedstawień
Wśród reżyserów przedstawień operowych w NCO znajdują się znani na całym świecie reżyserzy sceniczni, tacy jak David Grabarkewitz, który wyreżyserował produkcję Madame Butterfly Pucciniego w New York City Opera dla Public Broadcasting Service (PBS), która to zdobyła nagrodę Emmy w 2008 roku. Reżyser Marc Verzatt, który został nagrodzony tytułem Wybitnego Reżysera Scenicznego Roku w 2006 roku przez Classical Singer Magazine, również reżyserował produkcje operowe w NCO.

## Teatry
Główne produkcje NCO są wystawiane w głównym teatrze, Shea’s Performing Arts Center (3 300 miejsc) w centrum Buffalo. Do pozostałych teatrów należą Riviera Theatre (1 140 miejsc), Artpark Mainstage Theatre (2 400 miejsc) i Artpark Amphitheatre (4 400 miejsc) w Earl W. Brydges Artpark State Park w Lewiston w stanie Nowy Jork oraz Nichols Flickinger Performing Arts Center (460 miejsc) w Buffalo.